# Регенсбургская синагога
Оригинальная Регенсбургская синагога была построена с 1210 по 1227 год в старороманском стиле в городе Регенсбург, на юге Германии, на месте бывшего еврейского госпиталя, в центре гетто, где сегодня стоит церковь Neue Pfarre на Нойпфаррплатц. Две гравюры авторства Альбрехта Альтдорфера с изображением внутреннего убранства синагоги незадолго до её разрушения 22 февраля 1519 года являются первыми изображениями архитектурных сооружений в европейской гравюре. В 1519 году после смерти императора Священной Римской империи Максимилиана I, который защищал евреев в имперских городах в обмен на значительные налоги с их стороны, город Регенсбург, который винил в своих экономических неудачах процветающую еврейскую общину, изгнал из города 500 евреев. Сами евреи уничтожили интерьеры своей синагоги, на месте которой была построена капелла в честь Девы Марии. Согласно хроникам, высланные евреи селились под протекцией герцога Людвига X Баварского, на другом берегу Дуная, в районе Stadt-am-Hof и в деревнях в окрестностях. Из них они были изгнаны в том же веке.
В 1669 году евреям снова было позволено проживать в Регенсбурге, но только 2 апреля 1841 года у общины появилась своя новая синагога. В 1907 году, однако, она была разрушена из-за страха обрушения здания. В 1912 году она была перестроена на другом месте, тогда в городе проживали более 600 евреев. Эта синагога была уничтожена нацистами 9 ноября 1938 года во время Хрустальной ночи.
В настоящее время ведется строительство нового здания для еврейской общины, в котором будет и место для синагоги. Строительство осуществляется на том же самом месте, где стояла разрушенная в 1938 году синагога. Окончание строительства планируется на 2019 год. На конкурс свой проект подали 10 различных архитектурных бюро, победителем стала фирма «Volker Staab» из Берлина. Сама синагога будет рассчитана на 200 человек, кроме того, планируется сооружение помещений для библиотеки, кафе и комнат для семинаров. Стоимость проекта оценивается в €6 млн, треть из которых выделяет город; часть стоимости также оплачивают частные спонсоры и непосредственно федеральная земля Бавария.

## Галерея

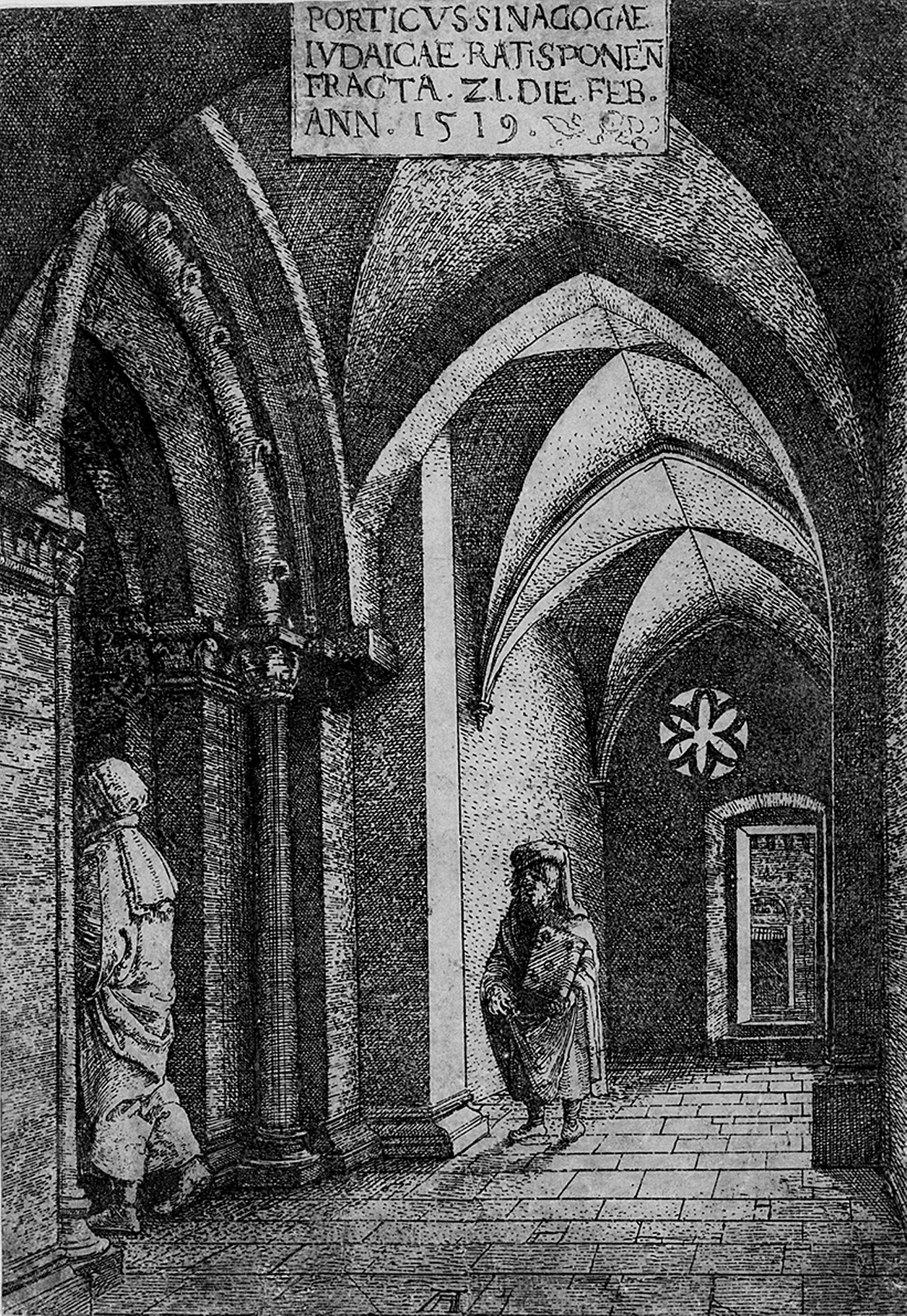
Вестибюль регенсбургской синагоги, Альбрехт Альтдорфер, 1519 год
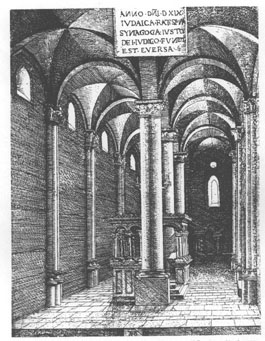
Интерьер старой синагоги из двух нефов с бимой между колоннами, 1519 год
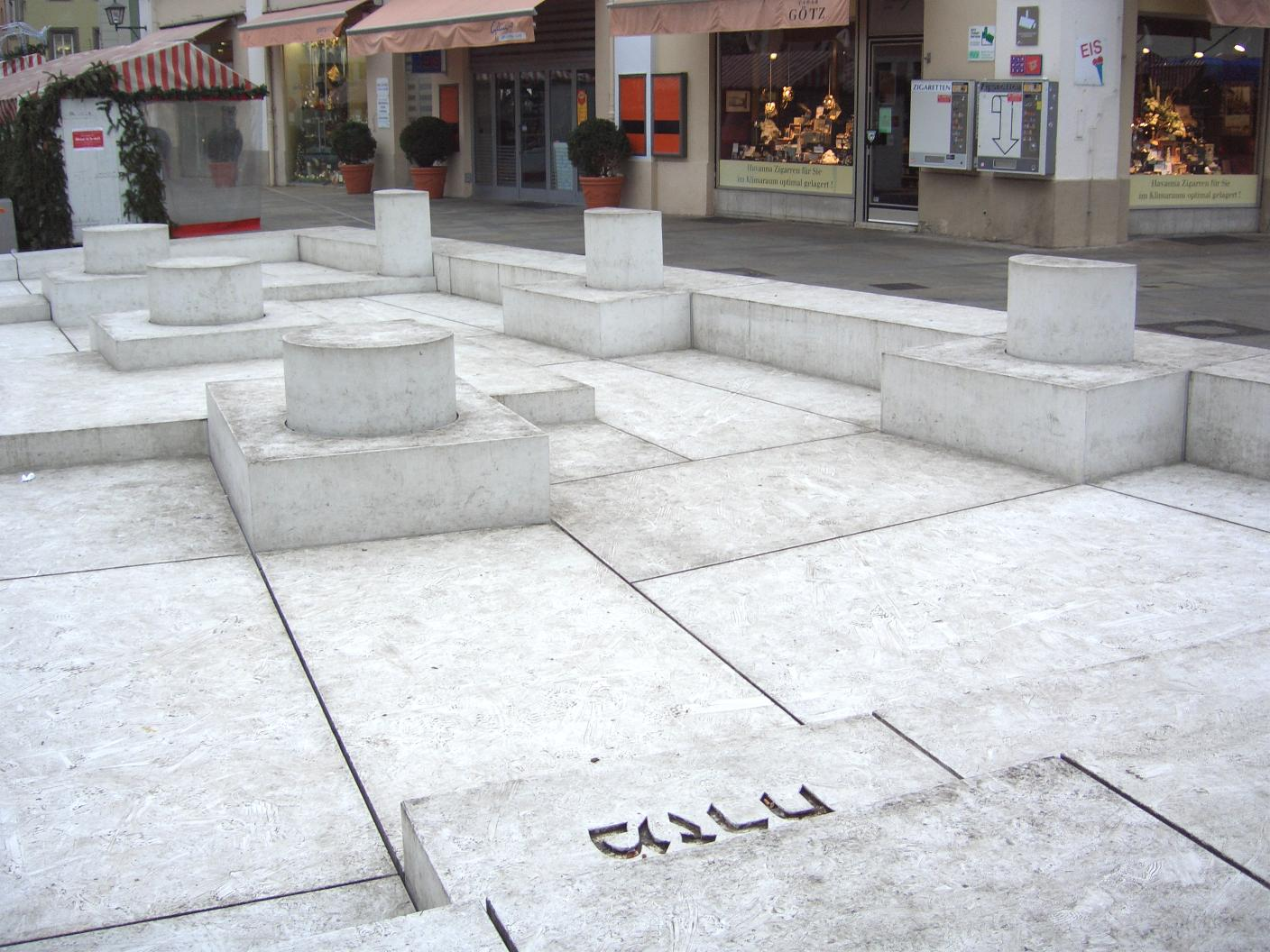
Мемориал, созданный Дани Караваном в 2005 году на Нойпфаррплатц, показывающий фундамент старой синагоги.
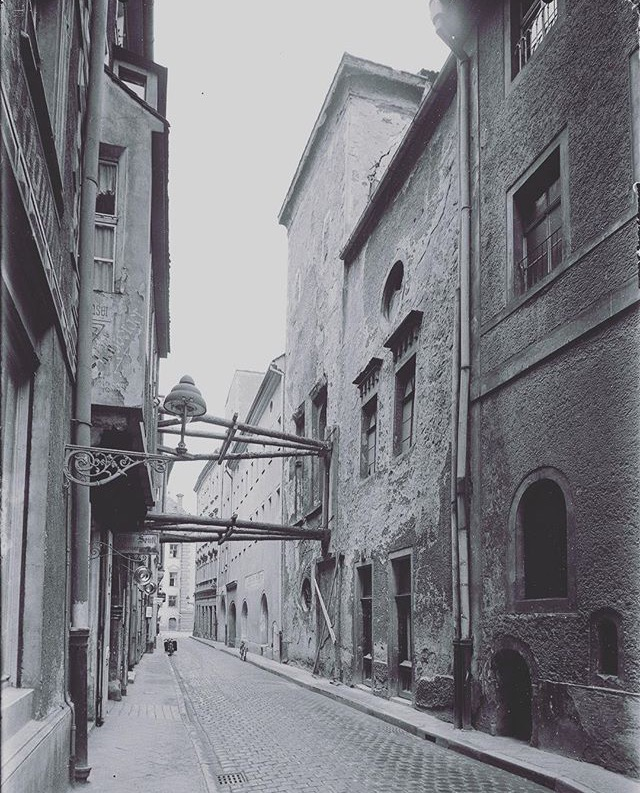
Дом подпираемый балками - Wollerhaus (он же Steyerhaus) на улице Untere Bachgasse, в котором располагалась синагога с 1841 по 1907 год. В 1938 году здание было разрушено.
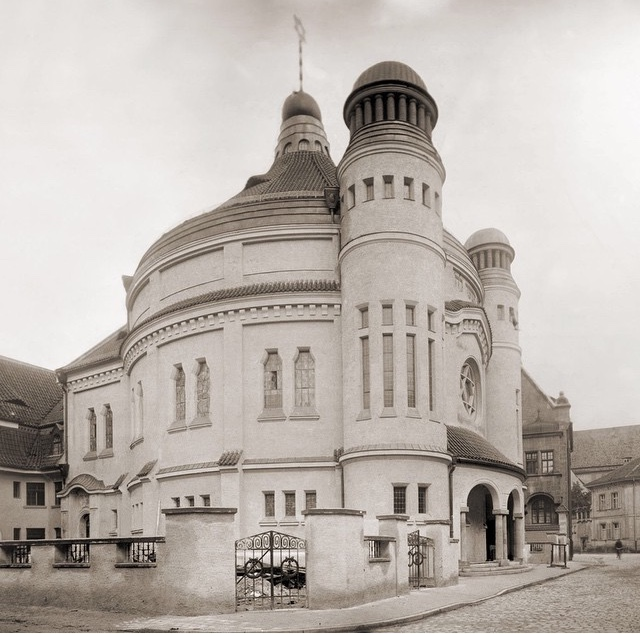
Здание синагоги в Регенсбурге (1912), разрушенной во время Хрустальной ночи 9 ноября 1938 года. На этом самом месте в настоящее время строится здание новой синагоги